# Rogatec
Rogatec là một khu tự quản (tiếng Slovenia: občine, số ít – občina) trong vùng Savinjska của Slovenia. Rogatec có diện tích 39.6 km2, dân số là theo điều tra ngày 31 tháng 3 năm 2002 là 3191 người. Thủ phủ khu tự quản Rogatec đóng tại Rogatec.